# Romário Ricardo da Silva
Romário Ricardo da Silva, detto Romarinho (Palestina, 12 dicembre 1990), è un calciatore brasiliano, di ruolo attaccante, svincolato.

## Caratteristiche tecniche
Seconda punta o ala sinistra, può adattarsi a giocare come punta centrale. Calciatore rapido e dalle movenze eleganti, ha il suo punto di forza nel dribbling e negli inserimenti. È abile nel gestire il pallone e nei cambi di passo. Calcia preferibilmente con il piede destro.

## Carriera

### Club
Cresce nelle giovanili del Rio Branco, dove i compagni cominciano a chiamarlo Romarinho, perché il padre gli aveva trasmesso l'ammirazione per Romário. Romarinho si mette poi in luce con il São Bernardo, nel Paulistão, e nel Bragantino, in Série B.

#### Corinthians
Il 1º giugno 2012, su segnalazione del tecnico Tite, il Corinthians acquista il 40% del suo cartellino per un milione e settecentomila euro. Romarinho firma un contratto valido fino al 2016. Le altre quote restano in mano all'impresario Carlos Leite (50%) e al Bragantino (10%).
Esordisce nel Brasileirão, il 10 giugno 2012, nel match contro il Grêmio. Due settimane dopo, nel Derby Paulista tra Corinthians e Palmeiras, Romarinho realizza una doppietta, realizzando anche un gol di tacco. Quattro giorni dopo, esordisce anche in Coppa Libertadores, proprio nella finale d'andata contro il Boca Juniors, a La Bombonera di Buenos Aires, mentre la sua squadra è in svantaggio di un gol. Tite lo manda in campo al 37' del secondo tempo. Dopo soli tre minuti, Romarinho realizza la rete del pareggio con un cucchiaio. La sua squadra vincerà la Coppa con un risultato complessivo di 3-1.

## Statistiche

### Presenze e reti nei club
Statistiche aggiornate al 24 maggio 2025.
| Stagione           | Squadra            | Campionato         | Campionato | Campionato | Coppe nazionali | Coppe nazionali | Coppe nazionali | Coppe continentali | Coppe continentali | Coppe continentali | Altre coppe | Altre coppe | Altre coppe | Totale | Totale |
| Stagione           | Squadra            | Comp               | Pres       | Reti       | Comp            | Pres            | Reti            | Comp               | Pres               | Reti               | Comp        | Pres        | Reti        | Pres   | Reti   |
| ------------------ | ------------------ | ------------------ | ---------- | ---------- | --------------- | --------------- | --------------- | ------------------ | ------------------ | ------------------ | ----------- | ----------- | ----------- | ------ | ------ |
| gen.-mar. 2010     | Rio Branco-SP      | A1/SP              | 13         | 1          | -               | -               | -               | -                  | -                  | -                  | -           | -           | -           | 13     | 1      |
| gen.-apr. 2011     | São Bernardo       | A1/SP              | 6          | 0          | -               | -               | -               | -                  | -                  | -                  | -           | -           | -           | 6      | 0      |
| ago.-nov. 2011     | Bragantino         | B                  | 21         | 9          | -               | -               | -               | -                  | -                  | -                  | -           | -           | -           | 21     | 9      |
| gen.-mag. 2012     | Bragantino         | A1/SP+B            | 20+2       | 6+1        | -               | -               | -               | -                  | -                  | -                  | -           | -           | -           | 22     | 7      |
| Totale Bragantino  | Totale Bragantino  | Totale Bragantino  | 20+23      | 6+10       |                 | -               | -               |                    | -                  | -                  |             | -           | -           | 43     | 16     |
| mag.-dic. 2012     | Corinthians        | A                  | 32         | 6          | -               | -               | -               | CL                 | 1                  | 1                  | CmC         | 1           | 0           | 34     | 7      |
| 2013               | Corinthians        | A1/SP+A            | 20+37      | 3+1        | CB              | 3               | 0               | CL                 | 7                  | 1                  | RS          | 2           | 1           | 69     | 6      |
| 2014               | Corinthians        | A1/SP+A            | 15+17      | 8+3        | CB              | 5               | 1               | -                  | -                  | -                  | -           | -           | -           | 37     | 12     |
| Totale Corinthians | Totale Corinthians | Totale Corinthians | 35+86      | 11+10      |                 | 8               | 1               |                    | 8                  | 2                  |             | 3           | 1           | 140    | 25     |
| 2014-2015          | Al-Jaish           | QSL                | 24         | 16         | EQC             | ??              | ??              | ACL                | 2                  | 1                  | CdQ         | 2           | 1           | 28+    | 18+    |
| 2015-2016          | Al-Jaish           | QSL                | 24         | 10         | EQC             | ??              | ??              | ACL                | 13                 | 8                  | CdQ         | 2           | 1           | 39+    | 19+    |
| 2016-2017          | Al-Jaish           | QSL                | 24         | 14         | EQC             | ??              | ??              | ACL                | 1                  | 0                  | CdQ         | 2           | 1           | 27+    | 15+    |
| Totale Al Jaish    | Totale Al Jaish    | Totale Al Jaish    | 72         | 40         |                 | ??              | ??              |                    | 16                 | 9                  |             | 6           | 3           | 94+    | 52+    |
| 2017-2018          | Al-Jazira          | PL                 | 20         | 7          | PC+CdL          | 0+7             | 0+2             | ACL                | 8                  | 6                  | SUAE+CmC    | 1+4         | 0+2         | 40     | 17     |
| 2018-2019          | Al-Ittihad         | SPL                | 27         | 7          | KCC             | 6               | 8               | ACL                | 10                 | 5                  | SS          | 1           | 0           | 44     | 20     |
| 2019-2020          | Al-Ittihad         | SPL                | 30         | 15         | KCC             | 3               | 4               | -                  | -                  | -                  | -           | -           | -           | 33     | 19     |
| 2020-2021          | Al-Ittihad         | SPL                | 30         | 16         | KCC             | 2               | 0               | -                  | -                  | -                  | -           | -           | -           | 32     | 16     |
| 2021-2022          | Al-Ittihad         | SPL                | 29         | 20         | KCC             | 3               | 2               | -                  | -                  | -                  | -           | -           | -           | 32     | 22     |
| 2022-2023          | Al-Ittihad         | SPL                | 28         | 13         | KCC             | 3               | 0               | -                  | -                  | -                  | SS          | 2           | 1           | 33     | 14     |
| 2023-2024          | Al-Ittihad         | SPL                | 28         | 5          | KCC             | 4               | 0               | ACL                | 6                  | 2                  | SS+CmC      | 2+2         | 0+1         | 42     | 8      |
| Totale Al Ittihad  | Totale Al Ittihad  | Totale Al Ittihad  | 172        | 76         |                 | 21              | 14              |                    | 16                 | 7                  |             | 7           | 2           | 216    | 99     |
| 2024-feb. 2025     | Neom               | PD                 | 18         | 10         | -               | -               | -               | -                  | -                  | -                  | -           | -           | -           | 18     | 10     |
| feb.-giu. 2025     | Al-Rayyan          | QSL                | 0          | 0          | QSC+EQC         | 0+0             | 0+0             | ACL                | 3                  | 0                  | -           | -           | -           | 3      | 0      |
| Totale carriera    | Totale carriera    | Totale carriera    | 465        | 171        |                 | 36              | 17              |                    | 51                 | 24                 |             | 21          | 8           | 573    | 220    |

## Palmarès

### Club

#### Competizioni internazionali
- Coppa Libertadores: 1

Corinthians: 2012
- Coppa del mondo per club: 1

Corinthians: 2012
- Recopa Sudamericana: 1

Corinthians: 2013

#### Competizioni statali
- Campionato paulista: 1

Corinthians: 2013

#### Competizioni nazionali
- Supercoppa saudita: 1

Al-Ittihad: 2022
- Campionato saudita: 1

Al-Ittihad: 2022-2023

### Individuale
- Capocannoniere della Coppa del mondo per club: 1

2017 (2 gol, a pari merito con Cristiano Ronaldo e Maurício)
- Capocannoniere della Coppa dei Campioni araba per club: 1

2019-2020 (10 gol)